# Davisov pokal 1997
Davisov pokal 1997 je bil šestinosemdeseti teniški turnir Davisov pokal.

## Izidi

### Svetovna skupina
| Sodelujoče reprezentance | Sodelujoče reprezentance | Sodelujoče reprezentance | Sodelujoče reprezentance |
| Avstralija               | Brazilija                | Češka                    | Francija                 |
| Nemčija                  | Indija                   | Italija                  | Mehika                   |
| Nizozemska               | Romunija                 | Rusija                   | Južna Afrika             |
| Španija                  | Švedska                  | Švica                    | 30                       |
| ------------------------ | ------------------------ | ------------------------ | ------------------------ |

|  | Prvi krog 7.-9. februar                 | Prvi krog 7.-9. februar | Prvi krog 7.-9. februar      |                                    |              | Četrtfinale 4.-6. april | Četrtfinale 4.-6. april           | Četrtfinale 4.-6. april |   |  | Polfinale 19.-21. september | Polfinale 19.-21. september   | Polfinale 19.-21. september |   |  | Finale 28.-30. november | Finale 28.-30. november | Finale 28.-30. november |
|  |                                         |                         |                              |                                    |              |                         |                                   |                         |   |  |                             |                               |                             |   |  |                         |                         |                         |
|  | Ribeirão Preto, Brazilija (pesek)       |                         |                              |                                    |              |                         |                                   |                         |   |  |                             |                               |                             |   |  |                         |                         |                         |
|  |                                         | ZDA                     | 4                            |                                    |              |                         |                                   |                         |   |  |                             |                               |                             |   |  |                         |                         |                         |
|  |                                         | ZDA                     | 4                            | Newport Beach, CA, ZDA (trda pod.) |              |                         |                                   |                         |   |  |                             |                               |                             |   |  |                         |                         |                         |
|  |                                         | Brazilija               | 1                            |                                    |              |                         |                                   |                         |   |  |                             |                               |                             |   |  |                         |                         |                         |
|  |                                         | Brazilija               | 1                            |                                    | ZDA          | 4                       |                                   |                         |   |  |                             |                               |                             |   |  |                         |                         |                         |
|  | Bukarešta, Romunija (dvorana trda pod.) |                         |                              |                                    | ZDA          | 4                       |                                   |                         |   |  |                             |                               |                             |   |  |                         |                         |                         |
|  |                                         |                         | Nizozemska                   | 1                                  |              |                         |                                   |                         |   |  |                             |                               |                             |   |  |                         |                         |                         |
|  |                                         | Nizozemska              | Nizozemska                   | 1                                  | 3            |                         |                                   |                         |   |  |                             |                               |                             |   |  |                         |                         |                         |
|  |                                         | Nizozemska              |                              |                                    | 3            |                         | Washington, D.C., ZDA (trda pod.) |                         |   |  |                             |                               |                             |   |  |                         |                         |                         |
|  |                                         | Romunija                | 2                            |                                    |              |                         |                                   |                         |   |  |                             |                               |                             |   |  |                         |                         |                         |
|  |                                         |                         |                              |                                    |              |                         |                                   | ZDA                     | 4 |  |                             |                               |                             |   |  |                         |                         |                         |
|  | Sydney, Avstralija (trava)              |                         |                              |                                    |              |                         |                                   | ZDA                     | 4 |  |                             |                               |                             |   |  |                         |                         |                         |
|  |                                         |                         | Avstralija                   | 1                                  |              |                         |                                   |                         |   |  |                             |                               |                             |   |  |                         |                         |                         |
|  |                                         | Francija                | Avstralija                   | 1                                  | 1            |                         |                                   |                         |   |  |                             |                               |                             |   |  |                         |                         |                         |
|  |                                         | Francija                | Adelaide, Avstralija (trava) |                                    | 1            |                         |                                   |                         |   |  |                             |                               |                             |   |  |                         |                         |                         |
|  |                                         | Avstralija              | 4                            |                                    |              |                         |                                   |                         |   |  |                             |                               |                             |   |  |                         |                         |                         |
|  |                                         | Avstralija              | 4                            |                                    | Avstralija   | 5                       |                                   |                         |   |  |                             |                               |                             |   |  |                         |                         |                         |
|  | Příbram, Češka (dvorana pesek)          |                         |                              |                                    | Avstralija   | 5                       |                                   |                         |   |  |                             |                               |                             |   |  |                         |                         |                         |
|  |                                         |                         | Češka                        | 0                                  |              |                         |                                   |                         |   |  |                             |                               |                             |   |  |                         |                         |                         |
|  |                                         | Češka                   | Češka                        | 0                                  | 3            |                         |                                   |                         |   |  |                             |                               |                             |   |  |                         |                         |                         |
|  |                                         | Češka                   |                              |                                    | 3            |                         |                                   |                         |   |  |                             | Gothenburg, Švedska (dvorana) |                             |   |  |                         |                         |                         |
|  |                                         | Indija                  | 2                            |                                    |              |                         |                                   |                         |   |  |                             |                               |                             |   |  |                         |                         |                         |
|  |                                         |                         |                              |                                    |              |                         |                                   |                         |   |  |                             |                               | ZDA                         | 0 |  |                         |                         |                         |
|  | Rim, Italija (pesek)                    |                         |                              |                                    |              |                         |                                   |                         |   |  |                             |                               | ZDA                         | 0 |  |                         |                         |                         |
|  |                                         |                         | Švedska                      | 5                                  |              |                         |                                   |                         |   |  |                             |                               |                             |   |  |                         |                         |                         |
|  |                                         | Mehika                  | Švedska                      | 5                                  | 1            |                         |                                   |                         |   |  |                             |                               |                             |   |  |                         |                         |                         |
|  |                                         | Mehika                  | Pesaro, Italija (dvorana)    |                                    | 1            |                         |                                   |                         |   |  |                             |                               |                             |   |  |                         |                         |                         |
|  |                                         | Italija                 | 4                            |                                    |              |                         |                                   |                         |   |  |                             |                               |                             |   |  |                         |                         |                         |
|  |                                         | Italija                 | 4                            |                                    | Italija      | 4                       |                                   |                         |   |  |                             |                               |                             |   |  |                         |                         |                         |
|  | Cala Ratjada, Majorka, Španija (pesek)  |                         |                              |                                    | Italija      | 4                       |                                   |                         |   |  |                             |                               |                             |   |  |                         |                         |                         |
|  |                                         |                         | Španija                      | 1                                  |              |                         |                                   |                         |   |  |                             |                               |                             |   |  |                         |                         |                         |
|  |                                         | Španija                 | Španija                      | 1                                  | 4            |                         |                                   |                         |   |  |                             |                               |                             |   |  |                         |                         |                         |
|  |                                         | Španija                 |                              |                                    | 4            |                         | Norrköping, Švedska (dvorana)     |                         |   |  |                             |                               |                             |   |  |                         |                         |                         |
|  |                                         | Nemčija                 | 1                            |                                    |              |                         |                                   |                         |   |  |                             |                               |                             |   |  |                         |                         |                         |
|  |                                         |                         |                              |                                    |              |                         |                                   | Italija                 | 1 |  |                             |                               |                             |   |  |                         |                         |                         |
|  | Durban, Južna Afrika (trda pod.)        |                         |                              |                                    |              |                         |                                   | Italija                 | 1 |  |                             |                               |                             |   |  |                         |                         |                         |
|  |                                         |                         | Švedska                      | 4                                  |              |                         |                                   |                         |   |  |                             |                               |                             |   |  |                         |                         |                         |
|  |                                         | Južna Afrika            | Švedska                      | 4                                  | 3            |                         |                                   |                         |   |  |                             |                               |                             |   |  |                         |                         |                         |
|  |                                         | Južna Afrika            | Växjö, Švedska (dvorana)     |                                    | 3            |                         |                                   |                         |   |  |                             |                               |                             |   |  |                         |                         |                         |
|  |                                         | Rusija                  | 1                            |                                    |              |                         |                                   |                         |   |  |                             |                               |                             |   |  |                         |                         |                         |
|  |                                         | Rusija                  | 1                            |                                    | Južna Afrika | 2                       |                                   |                         |   |  |                             |                               |                             |   |  |                         |                         |                         |
|  | Luleå, Švedska (dvorana trda pod.)      |                         |                              |                                    | Južna Afrika | 2                       |                                   |                         |   |  |                             |                               |                             |   |  |                         |                         |                         |
|  |                                         |                         | Švedska                      | 3                                  |              |                         |                                   |                         |   |  |                             |                               |                             |   |  |                         |                         |                         |
|  |                                         | Švica                   | Švedska                      | 3                                  | 1            |                         |                                   |                         |   |  |                             |                               |                             |   |  |                         |                         |                         |
|  |                                         | Švica                   |                              |                                    | 1            |                         |                                   |                         |   |  |                             |                               |                             |   |  |                         |                         |                         |
|  |                                         | Švedska                 | 4                            |                                    |              |                         |                                   |                         |   |  |                             |                               |                             |   |  |                         |                         |                         |

#### Finale
| Scandinavium, Gothenburg, Švedska 28. november - 30. november 1997 dvorana |                                   |                                                             |      |                     |     |     |   |         |
| \| \| \| \| 1 \| 2 \| 3 \| 4 \| 5 \| \| \| - \| \| ----------------------------------------------------------- \| ---- \| ------------------- \| --- \| --- \| - \| ------- \| \| 1 \| \| Jonas Björkman Michael Chang \| 7 5 \| 1 6 \| 6 3 \| 6 3 \| \| \| \| 2 \| \| Magnus Larsson Pete Sampras \| 3 6 \| 7 60.99999999999998 \| 2 1 \| \| \| predaja \| \| 3 \| \| Jonas Björkman / Nicklas Kulti Todd Martin / Jonathan Stark \| 6 4 \| 6 4 \| 6 4 \| \| \| \| \| 4 \| \| Jonas Björkman Jonathan Stark \| 6 1 \| 6 1 \| \| \| \| \| \| 5 \| \| Magnus Larsson Michael Chang \| 7 64 \| 6 7 \| 6 4 \| \| \| \| |                                   |                                                             |      |                     |     |     |   |         |
| |                                   |                                                             | 1    | 2                   | 3   | 4   | 5 |         |
| 1 | Švedska · Združene države Amerike | Jonas Björkman Michael Chang                                | 7 5  | 1 6                 | 6 3 | 6 3 |   |         |
| 2 | Švedska · Združene države Amerike | Magnus Larsson Pete Sampras                                 | 3 6  | 7 60.99999999999998 | 2 1 |     |   | predaja |
| 3 | Švedska · Združene države Amerike | Jonas Björkman / Nicklas Kulti Todd Martin / Jonathan Stark | 6 4  | 6 4                 | 6 4 |     |   |         |
| 4 | Švedska · Združene države Amerike | Jonas Björkman Jonathan Stark                               | 6 1  | 6 1                 |     |     |   |         |
| 5 | Švedska · Združene države Amerike | Magnus Larsson Michael Chang                                | 7 64 | 6 7                 | 6 4 |     |   |         |

#### Boj za obstanek
Datum: 19.-21. september
| Prizorišče                           | Zmagovalec | Rezultat | Poraženec      |
| ------------------------------------ | ---------- | -------- | -------------- |
| Harare, Zimbabve (dvorana trda pod.) | Zimbabve   | 3-2      | Avstrija       |
| Florianópolis, Brazilija (pesek)     | Brazilija  | 5-0      | Nova Zelandija |
| New Delhi, Indija (trava)            | Indija     | 3-2      | Čile           |
| Gent, Belgija (dvorana pesek)        | Belgija    | 3-2      | Francija       |
| Essen, Nemčija (dvorana)             | Nemčija    | 5-0      | Mehika         |
| Moskva, Rusija (dvorana)             | Rusija     | 3-2      | Romunija       |
| Montreal, Kanada (dvorana)           | Slovaška   | 4-1      | Kanada         |
| Locarno, Švica (dvorana)             | Švica      | 3-2      | Južna Koreja   |

### Ameriški del

#### Skupina I
| Sodelujoče reprezentance | Sodelujoče reprezentance | Sodelujoče reprezentance |
| Argentina                | Bahami                   | 20                       |
| Čile                     | Ekvador                  | Venezuela                |
| ------------------------ | ------------------------ | ------------------------ |

#### Skupina II
| Sodelujoče reprezentance | Sodelujoče reprezentance | Sodelujoče reprezentance | Sodelujoče reprezentance |
| Kolumbija                | Kuba                     | Salvador                 | Haiti                    |
| Paragvaj                 | Peru                     | Portoriko                | Urugvaj                  |
| ------------------------ | ------------------------ | ------------------------ | ------------------------ |

#### Skupina III
| Sodelujoče reprezentance | Sodelujoče reprezentance | Sodelujoče reprezentance | Sodelujoče reprezentance |
| Antigva in Barbuda       | Barbados                 | Bolivija                 | Dominikanska republika   |
| Gvatemala                | Jamajka                  | Panama                   | Trinidad in Tobago       |
| ------------------------ | ------------------------ | ------------------------ | ------------------------ |

#### Skupina IV
| Sodelujoče reprezentance | Sodelujoče reprezentance | Sodelujoče reprezentance |
| Bermudi                  | Kostarika                | Vzhodni Karibi           |
| ------------------------ | ------------------------ | ------------------------ |

### Azijski in Oceanijski del

#### Skupina I
| Sodelujoče reprezentance   | Sodelujoče reprezentance | Sodelujoče reprezentance | Sodelujoče reprezentance |
| Ljudska republika Kitajska | Indonezija               | Japonska                 | Nova Zelandija           |
| Filipini                   | Južna Koreja             | Uzbekistan               |                          |
| -------------------------- | ------------------------ | ------------------------ | ------------------------ |

#### Skupina II
| Sodelujoče reprezentance | Sodelujoče reprezentance | Sodelujoče reprezentance | Sodelujoče reprezentance |
| Tajvan                   | Hongkong                 | Iran                     | Libanon                  |
| Pakistan                 | Saudova Arabija          | Singapur                 | Tajska                   |
| ------------------------ | ------------------------ | ------------------------ | ------------------------ |

#### Skupina III
| Sodelujoče reprezentance | Sodelujoče reprezentance | Sodelujoče reprezentance | Sodelujoče reprezentance |
| Bahrajn                  | Bangladeš                | Kazahstan                | Kuvajt                   |
| Malezija                 | Pacifiška Oceanija       | Katar                    | Šrilanka                 |
| ------------------------ | ------------------------ | ------------------------ | ------------------------ |

#### Skupina IV
| Sodelujoče reprezentance | Sodelujoče reprezentance | Sodelujoče reprezentance |
| Brunej                   | Jordanija                | Oman                     |
| Sirija                   | Tadžikistan              | Združeni arabski emirati |
| ------------------------ | ------------------------ | ------------------------ |

### Evropski in Afriški del

#### Skupina I
| Sodelujoče reprezentance | Sodelujoče reprezentance | Sodelujoče reprezentance | Sodelujoče reprezentance |
| Avstrija                 | Belgija                  | Hrvaška                  | Danska                   |
| Združeno kraljestvo      | Madžarska                | Izrael                   | Maroko                   |
| Slovaška                 | Ukrajina                 | Zimbabve                 |                          |
| ------------------------ | ------------------------ | ------------------------ | ------------------------ |

#### Skupina II
| Sodelujoče reprezentance | Sodelujoče reprezentance | Sodelujoče reprezentance | Sodelujoče reprezentance |
| Belorusija               | Slonokoščena obala       | Egipt                    | Finska                   |
| Gruzija                  | Gana                     | Grčija                   | Irska                    |
| Latvija                  | Litva                    | Nigerija                 | Norveška                 |
| Poljska                  | Portugalska              | Slovenija                | ZR Jugoslavija           |
| ------------------------ | ------------------------ | ------------------------ | ------------------------ |

#### Skupina III

##### Prizorišče A
| Sodelujoče reprezentance | Sodelujoče reprezentance | Sodelujoče reprezentance | Sodelujoče reprezentance |
| Armenija                 | Bosna in Hercegovina     | Etiopija                 | Luksemburg               |
| Severna Makedonija       | San Marino               | Senegal                  | Turčija                  |
| ------------------------ | ------------------------ | ------------------------ | ------------------------ |

##### Prizorišče B
| Sodelujoče reprezentance | Sodelujoče reprezentance | Sodelujoče reprezentance | Sodelujoče reprezentance |
| Alžirija                 | Bolgarija                | Kamerun                  | Estonija                 |
| Kenija                   | Malta                    | Moldavija                | Monako                   |
| ------------------------ | ------------------------ | ------------------------ | ------------------------ |

#### Skupina IV

##### Prizorišče 1
| Sodelujoče reprezentance | Sodelujoče reprezentance | Sodelujoče reprezentance | Sodelujoče reprezentance |
| Bocvana                  | Džibuti                  | Islandija                | Lihtenštajn              |
| Madagaskar               | Sudan                    | Togo                     | Uganda                   |
| ------------------------ | ------------------------ | ------------------------ | ------------------------ |

##### Prizorišče 2
| Sodelujoče reprezentance | Sodelujoče reprezentance | Sodelujoče reprezentance |
| Azerbajdžan              | Benin                    | Kongo                    |
| Ciper                    | Tunizija                 | Zambija                  |
| ------------------------ | ------------------------ | ------------------------ |